# Expedición de Freire
La Expedición de Freire fue una operación realizada en la costa central de Chile bajo el mando del militar y exgobernante chileno Ramón Freire. Fue llevada a cabo a mediados de 1836,[cita requerida] siendo precursora de la Guerra contra la Confederación Perú-Boliviana.

## Antecedentes
A través de aportes de exiliados chilenos en Perú, Freire consiguió adquirir por intermedio de terceros el arriendo de dos buques de guerra de la Confederación Perú-Boliviana. El propósito que Freire tenía con esos buques era derrocar al gobierno de Prieto.
Así, el "Orbegozo" y el "Monteagudo" partieron hacia Chile. La expedición de Freire consistía en llegar a la Isla Grande de Chiloé, establecer su autoridad en esa parte del país y someter el territorio chileno continental, aprovechando la gran resistencia que generaba el régimen despótico que se impuso tras Lircay. Si bien el "Orbegozo" cumplió su objetivo al capturar uno de los fuertes más importantes del archipiélago, el Monteagudo se sublevó y se entregó a manos gubernamentales. Freire, quien no sabía de estos acontecimientos, fue engañado por la tripulación rebelde del "Monteagudo", tomado prisionero y confinado al Archipiélago Juan Fernández por órdenes directas de Portales.
Al fracasar la expedición, fue condenado a muerte, aunque luego se redujo la sentencia a 10 años de destierro en Juan Fernández. Desde allí paso a finales de 1837 a Tahití, y luego a Australia.

## La expedición de Freire desde Lima a Chile

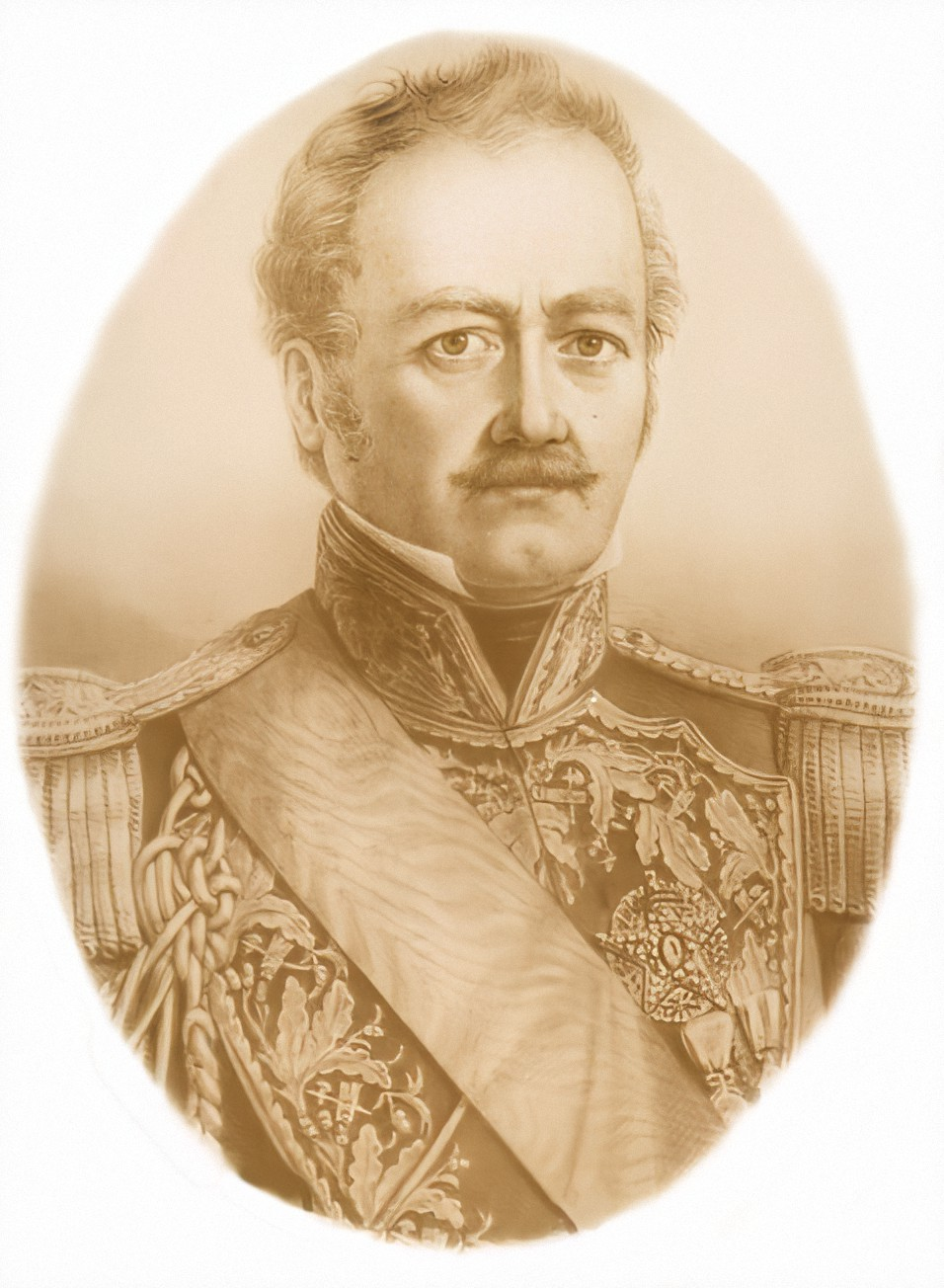
El General Ramón Freire y su expedición libertadora en Chiloé tuvo como principal objetivo derrocar el gobierno ilegítimo de Prieto.

Uno de los exiliados en el Perú tras la victoria conservadora en Chile fue el ex Director Supremo, el Capitán General Ramón Freire. En circunstancias extrañas para la época, Freire consiguió adquirir por intermedio de terceros el arriendo de dos buques de guerra confederados, al parecer contando al mismo tiempo con el apoyo tácito de Luis Orbegozo y Andrés de Santa Cruz. Si bien el único propósito que Freire tendría con esos buques era derrocar al gobierno dictatorial de Prieto; existen pruebas contradictorias acerca de la responsabilidad y conocimiento de Orbegozo y Santa Cruz. Mientras diversos historiadores argumentan que ambos desconocían de la situación, otros cuestionan esto, tomando como prueba de culpabilidad una de las muchas cartas que Orbegozo escribió a Santa Cruz:

“Los generales O’Higgins y Freire son mis amigos, y ambos desean una variación en el gobierno de Chile (…) El segundo me a visitado confidencialmente, y asegurado que tiene todos los medios , y que contaría con seguridad el éxito, si yo le proporcionase un buque con municiones y algunos cañones en bodega y fusiles. Yo le he contestado que, aunque mi deseo seria ver variado un gobierno que nos hace tantos males, no daría paso alguno sin acuerdo de Ud. en asunto de tanta gravedad (…) He escrito al general Moran para que haga una visita al general Freire y con toda reserva le diga que estamos convenidos, y que tome con el mayor sigilo sus medidas, que a nuestra llegada a Lima acordaremos sobre todo”
Carta de Orbegozo a Santa Cruz,  5 de julio de 1836

Así, el 2 de julio de 1836 el "Orbegoso" se dio a la vela en Callao, con el supuesto destino a Costa Rica, y cinco días después lo hacía el "Monteagudo" hacia Guayaquil; pero ambos buques se reunieron frente a Huacho y allí redistribuyeron su carga y pasaje para seguir hacia Chile. La salida de estos buques peruanos fletados por partidarios de Freire no podía sino alarmar al Encargado de Negocios de Chile, Ventura Lavalle, quien despachó el día 7 al rápido velero peruano "Flor del Mar" con la noticia a Chile.
La expedición de Freire consistía en llegar a la Isla Grande de Chiloé, establecer su autoridad en esa parte del país e invadir el territorio chileno continental. Si bien el "Orbegozo" cumplió su objetivo al capturar uno de los fuertes más importantes del archipiélago, el Monteagudo se sublevó y se entregó a manos gubernamentales. Freire, quien no sabía de estos acontecimientos, fue engañado por la tripulación rebelde del "Monteagudo" y tomado prisionero el 30 de agosto, tras haberse refugiado junto a algunos oficiales en un buque ballenero francés al ancla en el puerto. El 5 de septiembre fueron llevados a Valparaiso. Freire fue condenado a muerte, aunque se le conmutó la pena por el destierro al Archipiélago Juan Fernández por órdenes directas de Portales.
Cualquiera sea el caso, el resultado y la culpabilidad de la "Expedición de Freire" sería una de las causas principales que provocarían el distanciamiento y posterior ruptura entre Luis Orbegozo y Andrés de Santa Cruz, con consecuencias fatales para la Confederación.